# 布萊尼奧
布萊尼奧（義大利語：Blenio）是瑞士提契諾州的一个市镇，位於該國南部，面積202.1平方公里，三成土地是森林，海拔高度902米，截至2018年12月31日总人口为1,803人。